# کارل تامیارو
کارل تامیارو (استونیایی: Karel Tammjärv؛ زادهٔ ۲۵ مهٔ ۱۹۸۹) اسکی‌باز صحرانوردی اهل استونی است.
وی در بازی‌های المپیک زمستانی ۲۰۱۰، بازی‌های المپیک زمستانی ۲۰۱۴ و بازی‌های المپیک زمستانی ۲۰۱۸ شرکت کرده‌است.